# Lamellenhelm
 (signalé en juillet 2025).
Si vous disposez d'ouvrages ou d'articles de référence ou si vous connaissez des sites web de qualité traitant du thème abordé ici, merci de compléter l'article en donnant les références utiles à sa vérifiabilité et en les liant à la section « Notes et références ».
- Archive Wikiwix
- Bing
- Cairn
- DuckDuckGo
- E. Universalis
- Gallica
- Google
- G. Books
- G. News
- G. Scholar
- Persée
- Qwant
- (zh) Baidu
- (ru) Yandex
- (wd) trouver des œuvres sur Wikidata

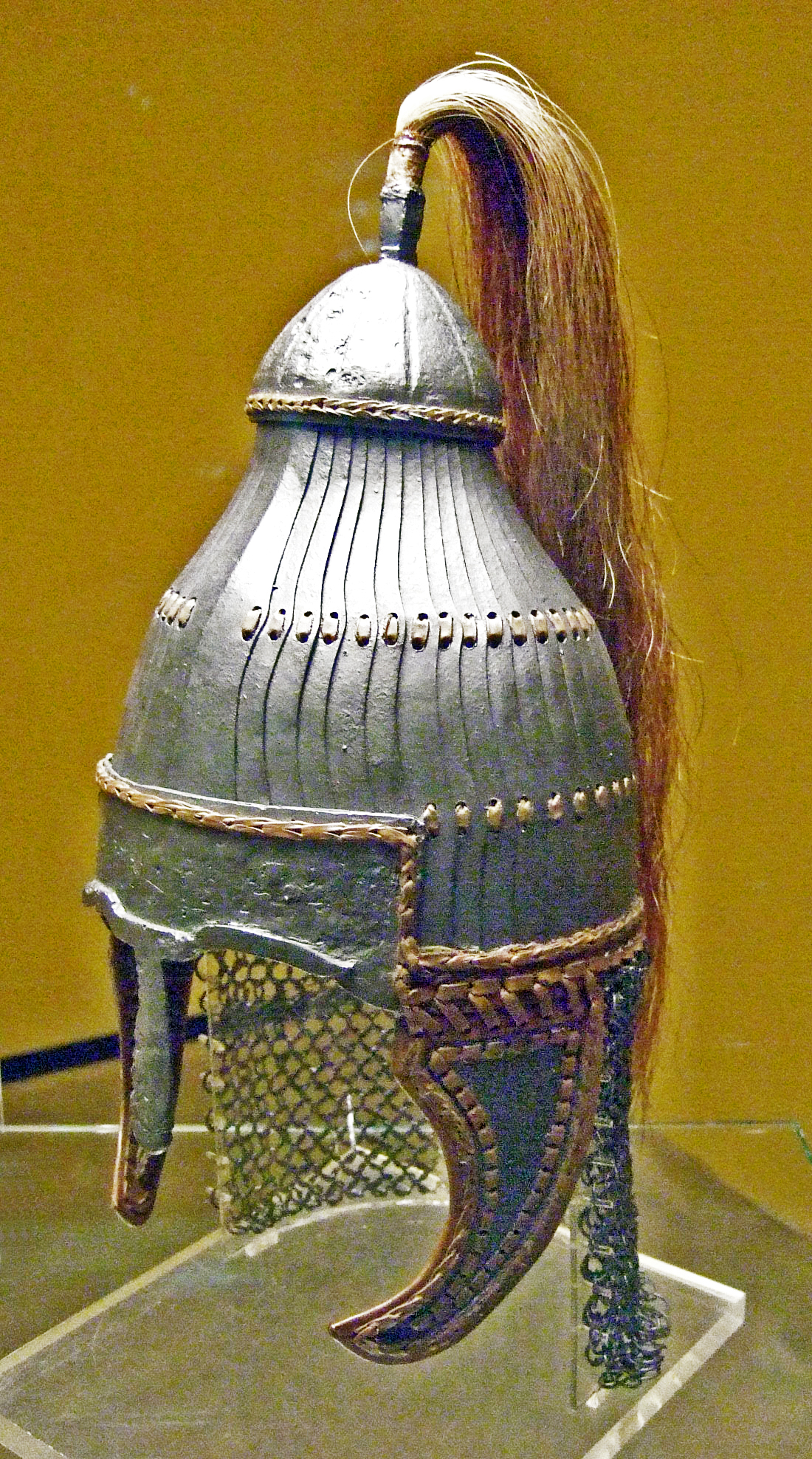
Reconstitution d'un lamellenhelm retrouvé à Niederstotzingen.

Le lamellenhelm est un type de casque utilisé en Europe au haut Moyen Âge. Il se caractérise par une coiffe assemblée à partir de lamelles de métal. Il est particulièrement associé aux peuples avar et lombard.